# 스타리그 목록
1999년 99 프로게이머 코리아 오픈을 시작으로 2013년까지 개최되는 스타리그의 리그 목록에 대해 서술한다.

## 스타크래프트: 브루드 워

### 99 프로게이머 코리아 오픈
- 스타리그의 전신
- 랜덤 종족이 우승한 최초의 시즌
- 사용 맵: Showdown, Ashrigo, Snowbound, Lost Temple
- 우승: 최진우, 준우승: 국기봉

### 2000 하나로통신배 투니버스 스타리그
- 랜덤 종족이 우승한 마지막 시즌
- 역대 스타리그 중 한국인이 아닌 외국인이 우승을 차지한 유일한 시즌
- 사용 맵: Blaze, Dark Stone, Deep Purple, Space Odyssey, Glacial Epoch
- 우승: 기욤 패트리, 준우승: 강도경

### 2000 프리챌배 온게임넷 스타리그
- 온게임넷이 주관한 첫 시즌
- 사용 맵: Blaze, Dark Stone, Avant Garde, Space Odyssey, Jungle Story
- 우승: 김동수, 준우승: 봉준구

### 2001 한빛소프트배 온게임넷 스타리그
- 사용 맵: :Neo Blaze, Legacy of Char, Hall of Valhalla, Neo Jungle Story
- 우승: 임요환, 준우승: 장진남

### 2001 코카콜라배 온게임넷 스타리그
- 사용 맵: The Ragnarok, Neo Legacy of Char, Neo Hall of Valhalla, Neo Jungle Story
- 우승: 임요환, 준우승: 홍진호

### 2001 SKY배 온게임넷 스타리그
- 사용 맵: Neo Vertigo, Incubus, Silent Vortex, Crimson Isles
- 우승: 김동수, 준우승: 임요환

### 2002 NATE배 온게임넷 스타리그
- 사용 맵: Neo Vertigo, Bifrost, Neo Silent Vortex, Forbidden zone
- 우승: 변길섭, 준우승: 강도경

### 2002 SKY배 온게임넷 스타리그
- 사용 맵: Neo Vertigo, Neo Bifrost, 개마고원, Neo Forbidden Zone
- 우승: 박정석,준우승: 임요환

### 2002 Panasonic배 온게임넷 스타리그
- 사용 맵: Guillotine, Neo Bifrost, 신개마고원, Avant GardeⅡ
- 우승: 이윤열, 준우승: 조용호

### 2003 Olympus배 온게임넷 스타리그
- 사용 맵: Guillotine, bifrost, 신개마고원, Nostalgia
- 우승: 서지훈, 준우승: 홍진호

### 2003 Mycube배 온게임넷 스타리그
- 사용 맵: Paradoxxx_mycube, Nostalgia, Guillotine, 신개마고원
- 우승: 박용욱, 준우승: 강민

### NHN한게임배 온게임넷 스타리그 03~04
- 사용 맵: Paradoxxx II, Neo Guillotine, 남자 이야기_한게임, Nostalgia
- 우승: 강민, 준우승: 전태규

### Gillette 스타리그 2004
- 사용 맵: Gillette_Mercury, Requiem, 남자이야기, Nostalgia
- 우승: 박성준, 준우승: 박정석

### EVER 스타리그 2004
- 사용 맵: Mercury, Requiem, Bifrost III, Pelennor_EVER
- 우승: 최연성, 준우승: 임요환

### IOPS 스타리그 04~05
- 사용 맵: Neo Guillotine, Requiem, Alchemist, 발해의 꿈_IOPS
- 우승: 이윤열, 준우승: 박성준

### EVER 스타리그 2005
- 사용 맵: Luna The Final, Neo Requiem, Ride of Valkyries, EVER_Forte
- 우승: 박성준, 준우승: 이병민

### So1 스타리그 2005
- 사용 맵:  R-Point, SO1_815, Ride of Valkyries, Neo Forte
- 우승: 오영종, 준우승: 임요환

### 신한은행 스타리그 2005
- 사용 맵: Rush Hour Ⅱ, 신 815, Ride of Valkyries, 신한_개척시대
- 우승: 최연성, 준우승: 박성준

### 신한은행 스타리그 2006 Season 1
- 사용 맵: Rush Hour Ⅲ, 815 Ⅲ, 신한_백두대간, 신 개척시대
- 우승: 한동욱, 준우승: 조용호

### 신한은행 스타리그 2006 Season 2
- 사용 맵: Tau Cross, 신한_신 백두대간, Arcadia II, Arkanoid
- 우승: 이윤열, 준우승: 오영종

### 신한은행 스타리그 2006 Season 3
- 사용 맵: Longinus Ⅱ, 신한_Reverse Temple, Hitchhiker, Neo Arkanoid
- 우승: 마재윤, 준우승: 이윤열

### 다음 스타리그 2007
- 사용 맵: Hitchhiker, 몽환, Python, Monty Hall
- 우승: 김준영, 준우승: 변형태

### EVER 스타리그 2007
- 사용 맵: Persona_EVER, 몽환2, Blㅕe Storm, Katrina
- 우승: 이제동, 준우승: 송병구

### 박카스 스타리그 2008
- 사용 맵: Troy, 악령의 숲, Blue storm, Katrina (8강부터는 악령의 숲이 몽환2로 바뀌게 됨.)
- 우승: 이영호, 준우승: 송병구

### EVER 스타리그 2008
- 사용 맵: Troy, 화랑도, Andromeda, Othello(2차 본선부터 사용)
- 우승: 박성준, 준우승: 도재욱

### 인크루트 스타리그 2008
- 36강 사용맵 : :Andromeda, Plasma, 왕의 귀환
- 16강 이후 사용:Plasma, 왕의 귀환, 추풍령, Medusa
- 우승: 송병구, 준우승: 정명훈

### BATOO 스타리그 08~09
- 사용 맵: 달의눈물 (月淚)_BATOO, 왕의 귀환, Medusa (36강), 신 추풍령 (16강에서 추가)
- 우승: 이제동, 준우승: 정명훈

### 박카스 스타리그 2009
- 사용맵: Outsider, 신의정원 (예선 한정 사용), 왕의 귀환 (본선 사용맵), Holy World SE (16강부터 사용), 단장의 능선 (16강부터 사용)
- 우승: 이제동 준우승: 박명수

### EVER 스타리그 2009
- 사용 맵: 엘니뇨, 태풍의눈, 단장의 능선 (36강), 투혼 (16강에서 추가)

8강부터는 단장의 능선이 신 단장의 능선으로 바뀌게됨.
- 우승: 이영호, 준우승: 진영화

### 대한항공 스타리그 2010 Season 1
- 사용 맵: 태풍의 눈, 투혼, Great Barrier Reef (36강)

태풍의 눈, 투혼, Great Barrier Reef, 매치포인트 (16강)
- 우승: 김정우, 준우승: 이영호

### 대한항공 스타리그 2010 Season 2
- 사용 맵: 태풍의 눈, 비상-드림라이너, 그랜드라인 SE(36강), 폴라리스 랩소디(16강에서 추가)
- 우승: 이영호, 준우승: 이제동

### 박카스 스타리그 2010
- 사용 맵: Pathfinder, Gladiator, 아즈텍(36강), 이카루스(16강에서 추가)
- 우승: 정명훈, 준우승: 송병구

### 진에어 스타리그 2011
- 사용 맵: Pathfinder, 라만차, Gladiator, 신 피의 능선
- 우승: 허영무, 준우승: 정명훈

### Tving 스타리그 2012
- 스타크래프트: 브루드 워로 치러진 최후의 시즌
- 사용 맵: 네오그라운드제로, 네오일렉트릭써킷, 글라디에이터, 신저격능선
- 우승: 허영무, 준우승: 정명훈

## 스타크래프트 II: 자유의 날개

### 옥션 올킬 스타리그 2012

스타리그의 새 로고

- 스타크래프트 II: 자유의 날개로 치러진 최초의 시즌이자 최후의 시즌. (이후 군단의 심장)
- 스타리그 최초로 7전 4선승제 도입 (4강, 3-4위전, 결승)
- 사용 맵: WCS묻혀진 계곡, WCS오하나, WCS안티가 조선소, WCS여명
- 우승: 정윤종 (로열로더) 준우승: 박수호 (옐로우로더)
- 결승전 장소: 한양대학교 올림픽체육관
- 종목 전환과 함께 로고도 새로이 변경

## 스타크래프트 II: 군단의 심장

### 옥션 올킬 스타리그 2013
- 스타크래프트 II: 군단의 심장으로 치러지는 최초의 시즌.
- 월드 챔피언십 시리즈의 일원으로 치러지는 시즌
- 전 시즌 우승자에게 시드가 주어지지 않음(GSL과의 WCS Korea 통합으로 2013 WCS 코리아 시즌1 망고식스 GSL의 시드가 대신 주어짐)
- 사용 맵:벨시르 잔재, 아킬론 황무지, 우주정거장, 뉴커크재개발지구, 돌개바람, OGN 광안리, 아나콘다
- 우승: 조성주 (로열로더) 준우승: 정윤종
- 결승전 장소: 코엑스 D홀
- 이후 대회가 열리지 않음으로 인해 잠정 중단, 사실상 마지막 스타리그

## 이벤트 리그

### 2000 온게임넷 왕중왕전
- 리그기간 : 2000년 12월 4일 ~ 2000년 12월 28일
- 특이사항
  - 6인 Full League
  - 온게임넷 최초의 왕중왕전
  - 우승, 준우승 선수에게 차기 리그 시드배정
  - 최초로 공식맵에 Neo라는 접두어를 사용하기 시작
  - 결승전은 FINAL 2000이라는 부제를 내세움
  - 결승장소 : 건국대학교 새천년기념관
- 사용 맵:Neo Blaze, Ice Temple, Deep Purple, Neo Jungle Story
- 우승 기욤 패트리, 준우승 국기봉
- 온게임넷 공식 전적에는 포함되지 않음

#### 경기 결과
| 기욤패트리 | 4승 1패 |
| 김동수     | 2승 3패 |
| 봉준구     | 2승 3패 |
| 최진우     | 0승 5패 |
| 강도경     | 3승 2패 |
| 국기봉     | 4승 1패 |

|  | 결승전     |            |   |
|  |            |            |   |
|  | 국기봉     | 국기봉     | 2 |
|  | 기욤패트리 | 기욤패트리 | 3 |

### 2002 KT배 온게임넷 왕중왕전
- 리그기간 : 2002년 1월 12일 ~ 2002년 2월 22일
- 특이사항
  - Full League 출전선수 6명 제한을 위한 와일드카드 경기 실시
  - 참가선수별 테마적용
  - 선수당 1일 2경기(더블헤더) 부분적용
  - 우승, 준우승 선수 차기리그 시드배정
  - 엄정김(엄재경,정일훈,김태형) 트리오 중계진의 마지막 방송
  - 결승장소 : 장충체육관
- 사용 맵: Neo Vertigo, Neo Legacy of Char, Neo Silent Vortex, Neo Lost Temple
- 우승 홍진호, 준우승 조정현
- 온게임넷 공식 전적에는 포함되지 않음

#### 와일드카드전
| 김정민     | 3승 1패 |
| 기욤패트리 | 1승 3패 |
| 조정현     | 2승 2패 |

#### 본선
| 조정현 | 3승 2패 |
| 임요환 | 2승 3패 |
| 김정민 | 3승 2패 |
| 장진남 | 0승 5패 |
| 홍진호 | 4승 1패 |
| 김동수 | 3승 2패 |

#### 플레이오프
| 조정현 | 2승 0패 |
| 김동수 | 1승 1패 |
| 김정민 | 0승 2패 |

|  | 결승전 |        |   |
|  |        |        |   |
|  | 홍진호 | 홍진호 | 3 |
|  | 조정현 | 조정현 | 0 |

### 신한은행 Pre 마스터즈
- 리그기간 2007년 3월 5일 ~ 2007년 3월 7일
- 특이사항
  - 8강 토너먼트로 진행한다.
  - 모든 경기가 3전 2선승제 방식으로 진행한다.
  - 프리 마스터즈에서 우승하면 신한은행 마스터즈 4강에 합류한다.
- 사용 맵: 815 Ⅲ, Neo Arkanoid, Reverse Temple, 신 백두대간
- 우승:변형태 준우승:이병민 공동 3위:박명수, 박태민
- 온게임넷 공식 전적에 포함됨

|  | 8강전         | 8강전  |        |   | 준결승전 | 준결승전 |  |  | 결승전 | 결승전 |
|  |               |        |        |   |          |          |  |  |        |        |
|  |               |        |        |   |          |          |  |  |        |        |
|  |               |        |        |   |          |          |  |  |        |        |
|  | 박명수        | 2      |        |   |          |          |  |  |        |        |
|  | 박명수        | 2      |        |   |          |          |  |  |        |        |
|  | 조용호        | 0      |        |   |          |          |  |  |        |        |
|  | 조용호        | 0      | 이병민 | 2 |          |          |  |  |        |        |
|  |               |        | 이병민 | 2 |          |          |  |  |        |        |
|  |               | 박명수 | 0      |   |          |          |  |  |        |        |
|  | 이병민        | 박명수 | 0      | 2 |          |          |  |  |        |        |
|  | 이병민        |        |        | 2 |          |          |  |  |        |        |
|  | 박성준 (삼성) | 0      |        |   |          |          |  |  |        |        |
|  | 박성준 (삼성) | 0      | 변형태 | 2 |          |          |  |  |        |        |
|  |               |        | 변형태 | 2 |          |          |  |  |        |        |
|  |               | 이병민 | 0      |   |          |          |  |  |        |        |
|  | 오영종        | 이병민 | 0      | 1 |          |          |  |  |        |        |
|  | 오영종        |        |        | 1 |          |          |  |  |        |        |
|  | 박태민        | 2      |        |   |          |          |  |  |        |        |
|  | 박태민        | 2      | 변형태 | 2 |          |          |  |  |        |        |
|  |               |        | 변형태 | 2 |          |          |  |  |        |        |
|  |               | 박태민 | 0      |   |          |          |  |  |        |        |
|  | 변형태        | 박태민 | 0      | 2 |          |          |  |  |        |        |
|  | 변형태        |        |        | 2 |          |          |  |  |        |        |
|  | 전상욱        | 1      |        |   |          |          |  |  |        |        |
|  | 전상욱        | 1      |        |   |          |          |  |  |        |        |

### 신한은행 마스터즈
- 리그기간 : 2007년 3월 17일
- 장소 : 서울시 삼성동 코엑스 컨벤션 홀
- 특이사항
  - 역대 신한은행 스타리그 2006 우승자와 신한 프리 마스터즈 우승자가 토너먼트 방식으로 펼치는 경기
  - 우승시에는 마스터즈 전용 우승컵과 기념 반지를 제공하며, 차기 스타리그 4번 시드 수여
  - 우승자 이윤열이 차기 시즌 2번 시드를 이미 획득했기 때문에, 신한은행 시즌3 4위였던 한동욱이 4번 시드 획득
  - 경기 직전에 프로리그 중계권 도입에 반대하는 시위가 열린 바 있음
- 우승 이윤열, 준우승 마재윤, 공동 3위 한동욱, 변형태
- 온게임넷 공식 전적에 포함됨

|  | 준결승전 | 준결승전 |        |   | 결승전 | 결승전 |
|  |          |          |        |   |        |        |
|  |          |          |        |   |        |        |
|  |          |          |        |   |        |        |
|  | 이윤열   | 3        |        |   |        |        |
|  | 이윤열   | 3        |        |   |        |        |
|  | 변형태   | 1        |        |   |        |        |
|  | 변형태   | 1        | 이윤열 | 3 |        |        |
|  |          |          | 이윤열 | 3 |        |        |
|  |          | 마재윤   | 1      |   |        |        |
|  | 한동욱   | 마재윤   | 1      | 1 |        |        |
|  | 한동욱   |          |        | 1 |        |        |
|  | 마재윤   | 3        |        |   |        |        |
|  | 마재윤   | 3        |        |   |        |        |

## 역대 결승전 결과
- 취소선 표시는 프로게이머 자격이 영구 제명되어 기록이 없어진 선수를 의미함.

| 회차 | 연도 | 리그 명칭                                 | 우승자      | 경기 결과 | 승패 현황    | 준우승자 |
| ---- | ---- | ----------------------------------------- | ----------- | --------- | ------------ | -------- |
| 1    | 1999 | 99 프로게이머 코리아 오픈                 | 최진우      | 3 : 2     | 승패승패승   | 국기봉   |
| 2    | 2000 | 2000 하나로통신배 투니버스 스타리그       | 기욤 패트리 | 3 : 2     | 패승승패승   | 강도경   |
| 3    | 2000 | 2000 프리챌배 온게임넷 스타리그           | 김동수      | 3 : 0     | 승승승       | 봉준구   |
| 4    | 2001 | 2001 한빛소프트배 온게임넷 스타리그       | 임요환      | 3 : 0     | 승승승       | 장진남   |
| 5    | 2001 | 2001 코카콜라배 온게임넷 스타리그         | 임요환      | 3 : 2     | 승패패승승   | 홍진호   |
| 6    | 2001 | 2001 SKY배 온게임넷 스타리그              | 김동수      | 3 : 2     | 승패패승승   | 임요환   |
| 7    | 2002 | 2002 네이트배 온게임넷 스타리그           | 변길섭      | 3 :1      | 패승승승     | 강도경   |
| 8    | 2002 | 2002 SKY배 온게임넷 스타리그              | 박정석      | 3 : 1     | 승승패승     | 임요환   |
| 9    | 2002 | 2002 Panasonic배 온게임넷 스타리그        | 이윤열      | 3 : 0     | 승승승       | 조용호   |
| 10   | 2003 | 2003 Olympus배 온게임넷 스타리그          | 서지훈      | 3 : 2     | 패승패승승   | 홍진호   |
| 11   | 2003 | 2003 Mycube배 온게임넷 스타리그           | 박용욱      | 3 : 1     | 승패승승     | 강민     |
| 12   | 2003 | NHN한게임배 온게임넷 스타리그 03~04       | 강민        | 3 : 1     | 승패승승     | 전태규   |
| 13   | 2004 | Gillette 스타리그 2004                    | 박성준      | 3 : 1     | 패승승승     | 박정석   |
| 14   | 2004 | EVER 스타리그 2004                        | 최연성      | 3 : 2     | 승패승패승   | 임요환   |
| 15   | 2004 | IOPS 스타리그 04~05                       | 이윤열      | 3 : 0     | 승승승       | 박성준   |
| 16   | 2005 | EVER 스타리그 2005                        | 박성준      | 3 : 2     | 패승승패승   | 이병민   |
| 17   | 2005 | So1 스타리그 2005                         | 오영종      | 3 : 2     | 승승패패승   | 임요환   |
| 18   | 2005 | 신한은행 스타리그 2005                    | 최연성      | 3 : 0     | 승승승       | 박성준   |
| 19   | 2006 | 신한은행 스타리그 2006 Season 1           | 한동욱      | 3 : 1     | 패승승승     | 조용호   |
| 20   | 2006 | 신한은행 스타리그 2006 Season 2           | 이윤열      | 3 : 2     | 패승승패승   | 오영종   |
| 21   | 2006 | 신한은행 스타리그 2006 Season 3           | 마재윤      | 3 : 1     | 승패승승     | 이윤열   |
| 22   | 2007 | 다음 스타리그 2007                        | 김준영      | 3 : 2     | 패패승승승   | 변형태   |
| 23   | 2007 | EVER 스타리그 2007                        | 이제동      | 3 : 1     | 패승승승     | 송병구   |
| 24   | 2008 | 박카스 스타리그 2008                      | 이영호      | 3 : 0     | 승승승       | 송병구   |
| 25   | 2008 | EVER 스타리그 2008                        | 박성준      | 3 : 0     | 승승승       | 도재욱   |
| 26   | 2008 | 인크루트 스타리그 2008                    | 송병구      | 3 : 2     | 승승패패승   | 정명훈   |
| 27   | 2008 | BATOO 스타리그 08~09                      | 이제동      | 3 : 2     | 패패승승승   | 정명훈   |
| 28   | 2009 | 박카스 스타리그 2009                      | 이제동      | 3 : 0     | 승승승       | 박명수   |
| 29   | 2009 | EVER 스타리그 2009                        | 이영호      | 3 : 1     | 승승패승     | 진영화   |
| 30   | 2010 | 대한항공 스타리그 2010 Season 1           | 김정우      | 3 : 2     | 패패승승승   | 이영호   |
| 31   | 2010 | 대한항공 스타리그 2010 Season 2           | 이영호      | 3 : 1     | 승패승승     | 이제동   |
| 32   | 2010 | 박카스 스타리그 2010                      | 정명훈      | 3 : 0     | 승승승       | 송병구   |
| 33   | 2011 | 진에어 스타리그 2011                      | 허영무      | 3 : 2     | 승패승패승   | 정명훈   |
| 34   | 2012 | Tving 스타리그 2012                       | 허영무      | 3 : 1     | 승패승승     | 정명훈   |
| 35   | 2012 | 옥션 스타리그 2012                        | 정윤종      | 4 : 1     | 패승승승승   | 박수호   |
| 36   | 2013 | 2013 WCS 코리아 시즌 2 옥션 올킬 스타리그 | 조성주      | 4 : 2     | 패패승승승승 | 정윤종   |

### 역대 결승전 기록실
- 99 프로게이머 코리아 오픈 포함
- 영구 제명된 선수는 제외
- 이벤트 리그 기록은 제외

### 최다 우승자
| 순위 | 이름        | 횟수 | 비고 |
| ---- | ----------- | ---- | ---- |
| 1    | 이윤열      | 3    |      |
| 1    | 박성준      | 3    |      |
| 1    | 이제동      | 3    |      |
| 1    | 이영호      | 3    |      |
| 5    | 임요환      | 2    |      |
| 5    | 김동수      | 2    |      |
| 5    | 최연성      | 2    |      |
| 5    | 허영무      | 2    |      |
| 9    | 최진우      | 1    |      |
| 9    | 기욤 패트리 | 1    |      |
| 9    | 변길섭      | 1    |      |
| 9    | 박정석      | 1    |      |
| 9    | 서지훈      | 1    |      |
| 9    | 박용욱      | 1    |      |
| 9    | 강민        | 1    |      |
| 9    | 오영종      | 1    |      |
| 9    | 한동욱      | 1    |      |
| 9    | 김준영      | 1    |      |
| 9    | 송병구      | 1    |      |
| 9    | 김정우      | 1    |      |
| 9    | 정명훈      | 1    |      |
| 9    | 정윤종      | 1    |      |
| 9    | 조성주      | 1    |      |

### 최다 스타리그 결승 진출자
| 순위 | 이름        | 횟수 | 비고 |
| ---- | ----------- | ---- | ---- |
| 1    | 임요환      | 6    |      |
| 2    | 박성준      | 5    |      |
| 2    | 정명훈      | 5    |      |
| 4    | 이윤열      | 4    |      |
| 4    | 송병구      | 4    |      |
| 4    | 이제동      | 4    |      |
| 4    | 이영호      | 4    |      |
| 8    | 강도경      | 2    |      |
| 8    | 김동수      | 2    |      |
| 8    | 홍진호      | 2    |      |
| 8    | 박정석      | 2    |      |
| 8    | 조용호      | 2    |      |
| 8    | 강민        | 2    |      |
| 8    | 최연성      | 2    |      |
| 8    | 오영종      | 2    |      |
| 8    | 허영무      | 2    |      |
| 8    | 정윤종      | 2    |      |
| 17   | 최진우      | 1    |      |
| 17   | 국기봉      | 1    |      |
| 17   | 기욤 패트리 | 1    |      |
| 17   | 봉준구      | 1    |      |
| 17   | 장진남      | 1    |      |
| 17   | 변길섭      | 1    |      |
| 17   | 서지훈      | 1    |      |
| 17   | 박용욱      | 1    |      |
| 17   | 전태규      | 1    |      |
| 17   | 이병민      | 1    |      |
| 17   | 한동욱      | 1    |      |
| 17   | 변형태      | 1    |      |
| 17   | 김준영      | 1    |      |
| 17   | 도재욱      | 1    |      |
| 17   | 진영화      | 1    |      |
| 17   | 김정우      | 1    |      |
| 17   | 박수호      | 1    |      |
| 17   | 조성주      | 1    |      |